# Pilling (Anglia)
Pilling – wieś w Anglii, w hrabstwie Lancashire, w dystrykcie Wyre. Leży 68 km na północny zachód od miasta Manchester i 328 km na północny zachód od Londynu. W 2001 miejscowość liczyła 1739 mieszkańców.